# Новопавловка (Межевский район)
Новопа́вловка (укр. Новопавлівка) — село, Новопавловская сельская община, Синельниковский район, Днепропетровская область, Украина.
Население по переписи 2001 года составляло 3439 человек. По данным на 20 мая 2025 года, в селе проживало около 150 человек.
Является административным центром Новопавловского сельского совета, в который, кроме того, входят сёла Дачное, Филия и Чугуево.

## Географическое положение
Село Новопавловка находится на берегу реки Солёная, выше по течению на расстоянии в 5 км расположено село Марьевка, ниже по течению на расстоянии в 3 км расположено село Филия. Через село проходит автомобильная дорога Т-0428.

## История
На территории села Новопавловка обнаружен клад бронзовых изделий эпохи поздней бронзы (XII в. до н. эры). На месте современного села Новопавловка в 80-х годах XVII века существовали зимовники запорожских казаков. После ликвидации Запорожской Сечи здесь была основана воинская слобода Павловка (впоследствии Новопавловка). В 1957 году село Подгороднее влилось в село Новопавловка.
В ходе вторжения России на Украину Россия ведёт наступление на данный населённый пункт.

## Экономика
- «Прогресс», ООО.

## Объекты социальной сферы
- Школа № 1.
- Школа № 2.
- Детский сад.
- Профессионально-техническое училище.
- Дом культуры.
- Больница.
- Музей.

## Достопримечательности
- Братская могила советских воинов.

## Известные люди
- Мысык, Василий Александрович (1907—1983) — украинский поэт, прозаик и переводчик.
- Блоха Тихон Кириллович (1898—1987) — Герой Социалистического Труда.